# Nadja Stoller
Nadja Stoller (* 1974 in Thun) ist eine Schweizer Jazzmusikerin (Gesang, verschiedene Instrumente, darunter Akkordeon, Loops, Komposition).

## Wirken
Stoller machte an der Schule für Gestaltung Bern einen Abschluss als Keramikerin und studierte danach an der Hochschule der Künste Bern, mit dem Diplom in Jazzgesang.
Im Trio mit dem Pianisten Colin Vallon und dem Bassisten Thomas Dürst veröffentlichte Stoller 2003 ihr Debütalbum Once Upon a Summertime bei Brambus Records. 2005 folgte beim selben Label Short Stories von der Nadja Stoller Group. Auf ihrem Soloalbum Alchemy (2011) reflektierte sie ihre anschliessende Zeit als Straßenmusikerin in Paris. 2015 erschien ihr selbstproduziertes Album Earthbound. Mit dem Saxophonisten Jan Galega Brönnimann und dem Tablaspieler Ronan Skillen bildete sie das Trio A. Spell, das die Tonträger Where the Strange Creatures Live (2014) und The Meaning of Life (2016) vorlegte.
Gemeinsam mit Christoph Trummer vertonte Stoller 2016 und 2023 Gedichte der Mundart-Schriftstellerin Maria Lauber. Derzeit tritt sie auch im Programm «Im Tal der Erinnerung» von und mit Rolf Hermann auf. Ausserdem ist sie auf Alben von Trummer (Dr ganz Wäg zrügg), Ben Zahler (Aloft) und Patrick Bishop zu hören.